# 蒙哥马利县 (马里兰州)
蒙哥马利县（英語：Montgomery County）是美国马里兰州的一个郡，当地华人称为蒙县。蒙哥马利是马里兰州人口最多的县，2020年時人口约為106万人。该县不仅历史悠久，而且各项发展指标都位居全国前列。

## 地理
蒙哥马利县位于美国首都华盛顿哥伦比亚特区西北，隔波托马克河与弗吉尼亚州費爾法克斯縣及劳登县相望，北面和东面分别与与同州的弗雷德里克县、霍华德县以及乔治王子县接壤。
蒙哥马利县境内有三处国家公园管理局管辖的景点：
- 切萨皮克俄亥俄运河国家历史公园（Chesapeake and Ohio Canal National Historical Park）
- 克拉拉·巴顿故居国家历史遗迹（Clara Barton National Historic Site）
- 乔治·华盛顿纪念公路（George Washington Memorial Parkway）

## 历史
1624年，英国人Henry Fleet最早写下了关于现在蒙哥马利县的书面记录。
1776年，蒙哥马利县正式成立。蒙哥马利县的名字是为了纪念在美國獨立戰爭中战死的第一个将军理查德·蒙哥马利而命名的。
1791年，蒙哥马利县的一部分，喬治王子郡的一部分和维吉尼亚州的一部分共同组成了华盛顿哥伦比亚特区。（后维吉尼亚州于1846年将其土地收回）
1805年，華盛頓收費公路公司修建了洛克維爾派克。
1864年，具伯·爾利率领南方军短时间占领了蒙哥马利县境内的多处地方并进攻到哥伦比亚特区。7月11日，南方军队经洛克維爾和顺惠頓洛克維爾派克（即今MD-355），New Cut Road（现維爾斯米爾路，MD-586）进攻到哥伦比亚特区境内距离白宫只有5英里的史蒂文斯堡。7月12日，亚伯拉罕·林肯亲自到史蒂文斯堡视察战况，成为美国唯一一个在就任期间上战场的总统。林肯旁边的一个军官在林肯在城堡的矮墙后面观察敌情的时候中弹身亡。具伯·爾利的部队的第二指挥官是林肯的前任副总统约翰·C·布雷肯里奇。7月13日，具伯·爾利在发现北方军得到大量增援之后经蒙哥马利县撤出。
二十世纪五十年代末，270號州際公路开始修建。

## 所辖城市

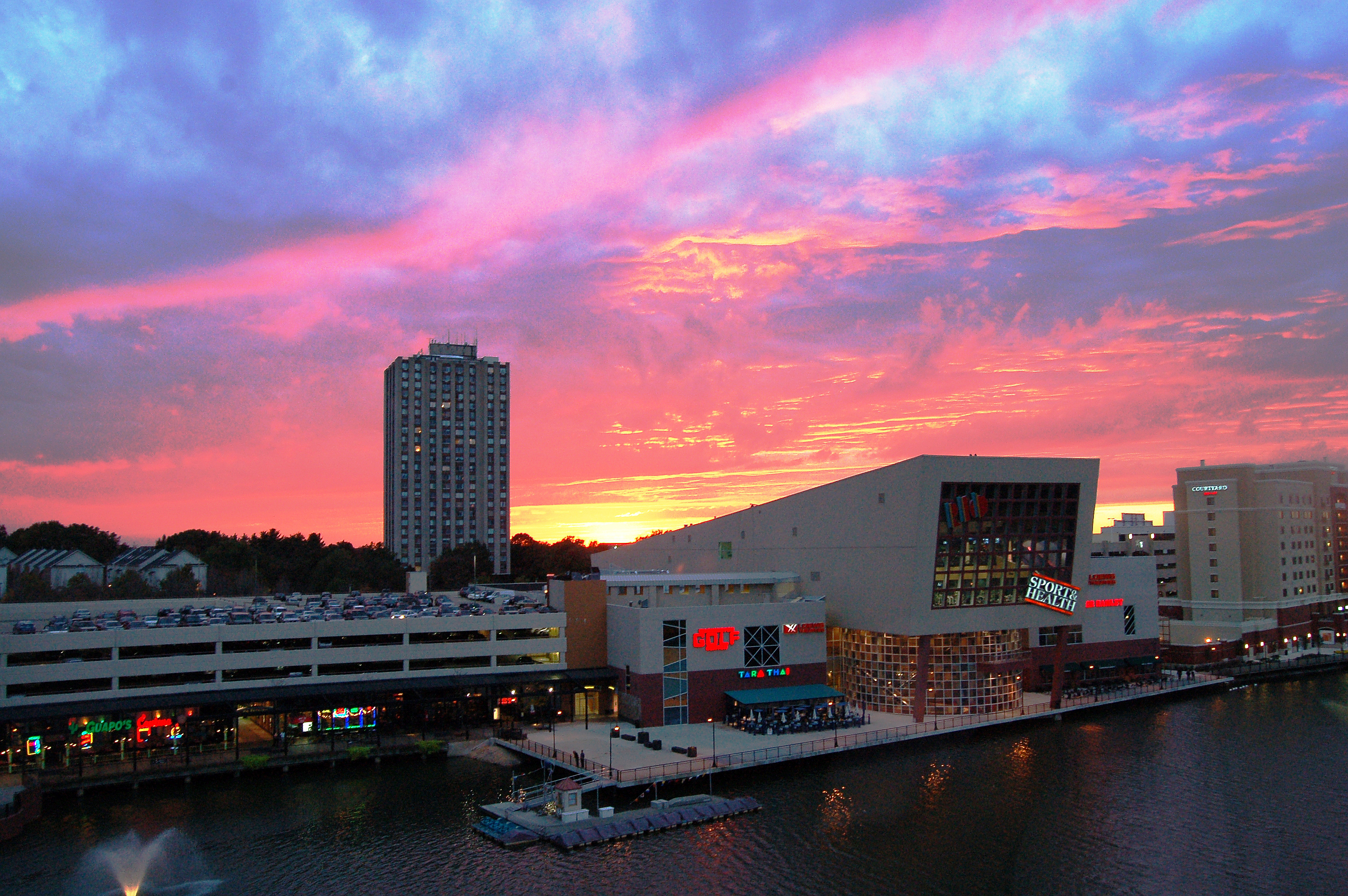
盖瑟斯堡

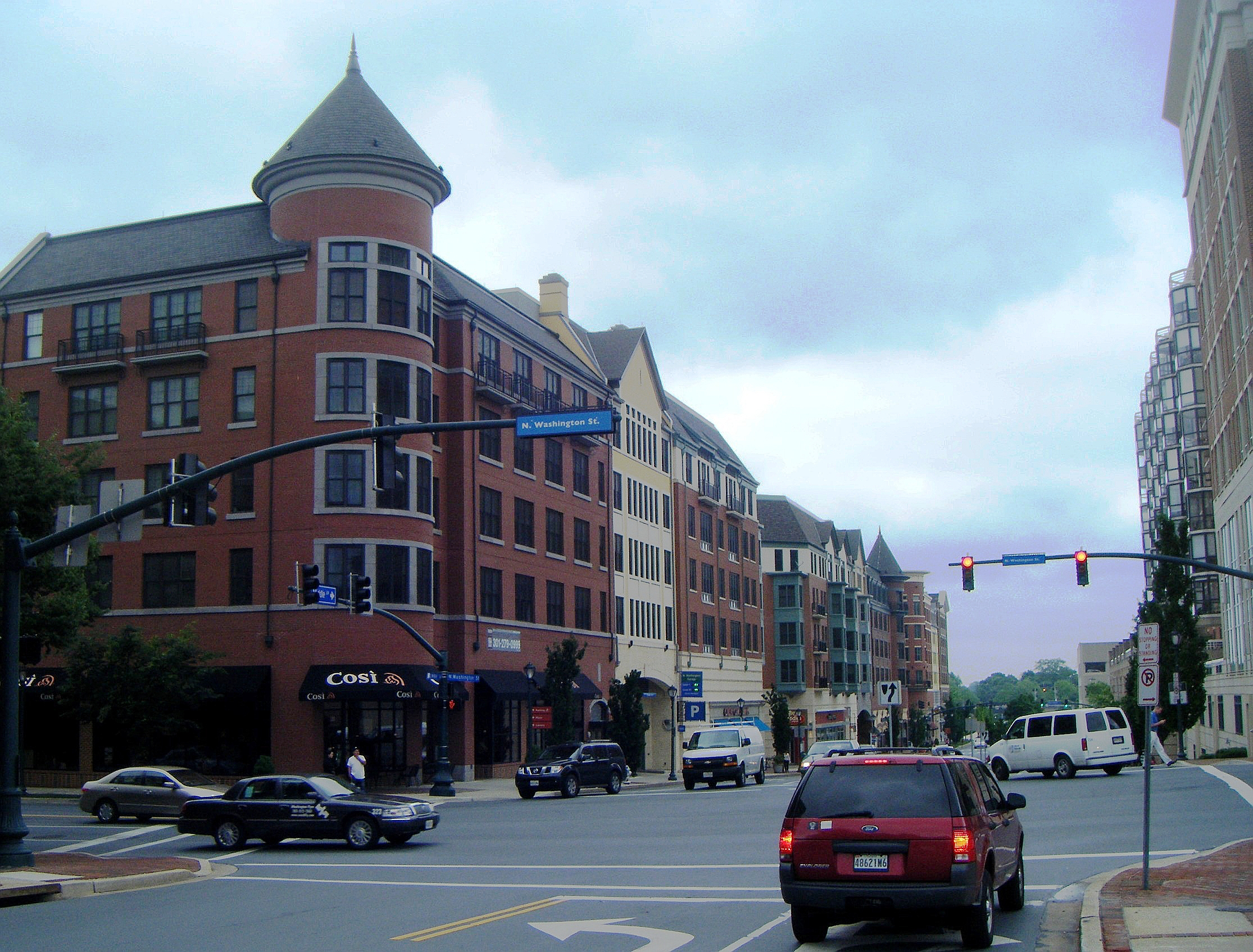
罗克维尔

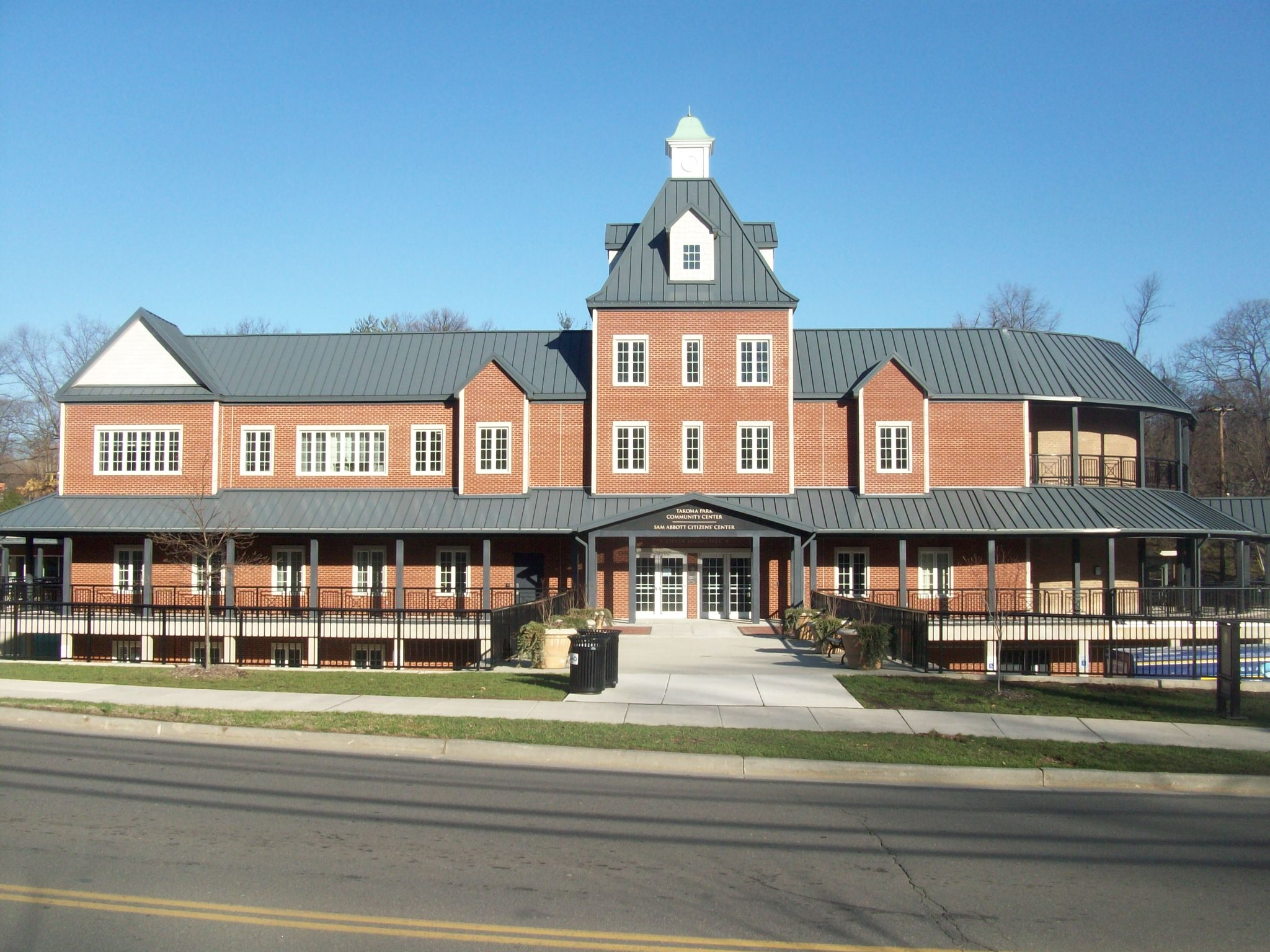
塔科马帕克

蒙哥马利县下属盖瑟斯堡、罗克维尔、塔科马帕克等城市。

## 教育
蒙郡公立學校有学校。

## 重要公司与机构
- 美国国家卫生研究院
- 国家标准技术研究所
- 美国核能管理委员会
- 探索頻道
- 洛克西德·马丁
- 万豪酒店
- 精品酒店（英语：Choice Hotels）